# José Henrique Fonseca
José Henrique Fonseca é um cineasta, diretor, roteirista, produtor e ator de cinema brasileiro.

## Biografia
Fonseca nasceu na cidade do Rio de Janeiro, onde formou-se em direito na Faculdade Cândido Mendes, mas escolheu o cinema e o audiovisual como seu meio de trabalho.
O cineasta é filho do roteirista Rubem Fonseca e ex-marido da atriz Cláudia Abreu. O casal uniu-se em 1997 e separou em 2022, após 25 juntos.

## Carreira
Fonseca trabalhou como diretor de comerciais e videoclipes. Estreou no cinema como assistente de direção de Arthur Fontes no filme Trancado por Dentro, de 1989. Como diretor, estreou na minissérie Agosto, exibida em 1993.
Deu início à sua carreira em longas-metragem com o premiado drama Traição, de 1998, em seguida fez O Homem do Ano, inspirado em romance de Patrícia Melo, com roteiro escrito em parceria com Rubem Fonseca e Patrícia Melo, o filme participou do Festival de Berlim de 2003 e recebeu o prêmio de melhor filme no Festival de São Francisco no mesmo ano. Em 2005, dirigiu e produziu em parceria com a HBO a série Mandrake, baseada no livro 'A Grande Arte', escrito por seu pai.  Além de O Homem do Ano, de 2003, outro filme que deu destaque a Fonseca foi Heleno, de 2011.
O cineasta foi um dos fundadores da produtora Conspiração Filmes, mas em 2009 deixou a produtora e fundou a Goritzia Filmes.
Em 2016, Fonseca dirigiu para a GNT a minissérie Lúcia McCartney, também baseada na obra de seu pai, a série foi extraída do terceiro livro de contos de Rubem, além da direção Fonseca também assinou o roteiro da série, em parceria com Gustavo Bragança. De 2016 a 2018, Fonseca atuou como diretor geral do seriado Valentins, produzido pela Zola Produções em parceria com o canal Gloob, que exibiu o seriado, Valentins foi escrito pela esposa de Fonseca, Cláudia Abreu.
Além de filmes e séries para o cinema e a televisão, Fonseca também dirigiu o documentário Chico e as Cidades, o filme, de 2001, aborda a vida e obra do cantor e compositor Chico Buarque.

## Trabalhos

### Cinema
- Heleno, 2011[8]
- O Homem do Ano, 2003[8]
- Chico e as Cidades, 2001 (documentário)[7]
- Traição, 1998[1]

### Streaming
- Bom Dia, Verônica, 2020 (série)[8]

### Televisão
- Valentins, 2016-2018 (série)[5][6]
- Lúcia McCartney, 2016 (minissérie)[4]
- Mandrake, 2005 (série)[3]
- Agosto, 1993 (minissérie)[1]

## Prêmios e Indicações
| Ano  | Prêmio                                 | Categoria                    | Trabalho nomeado | Resultado | Ref.  |
| ---- | -------------------------------------- | ---------------------------- | ---------------- | --------- | ----- |
| 2013 | Grande Prêmio do Cinema Brasileiro     | Melhor Roteiro Original      | Heleno           | Indicado  | [ 9 ] |
| 2012 | Festival de Cartagena                  | Melhor Filme                 | Heleno           | Indicado  | [ 9 ] |
| 2012 | Prêmio Guarani de Cinema Brasileiro    | Melhor Roteiro Adaptado      | Heleno           | Indicado  | [ 9 ] |
| 2003 | Festival de São Francisco              | Melhor Filme                 | O Homem do Ano   | Venceu    | [ 3 ] |
| 2003 | Festival de San Sebástian              | Menção Especial (Horizontes) | O Homem do Ano   | Venceu    | [ 9 ] |
| 2003 | Festival de Cinema Brasileiro de Miami | Melhor Filme                 | O Homem do Ano   | Venceu    | [ 9 ] |
| 2003 | Festival de Cinema Brasileiro de Miami | Melhor Direção               | O Homem do Ano   | Venceu    | [ 9 ] |
| 1999 | Prêmio Guarani de Cinema Brasileiro    | Revelação                    | Traição          | Venceu    | [ 9 ] |